# FIFA World Cup 2006
FIFA World Cup 2006 este jocul oficial al Campionatul Mondial de Fotbal 2006, publicat de EA Sports. În SUA au fost lansate simultan versiunile pentru GameCube, PC, PlayStation 2, Xbox și Xbox 360 pe 24 aprilie 2006, în Europa pe 28 aprilie 2006 iar pe Game Boy Advance și Nintendo DS în același timp cu versiunea pentru consolă. Acesta a fost ultimul joc pentru Xbox din Japonia. Ca alte jocuri pentru PSP a fost apărut mai târziu pe 22 mai 2006.
Au fost create 9 coperți care ilustrează un jucător important din fiecare regiune.
Jocul permite jucătorilor să participe la Campionatul Mondial de Fotbal 2006 din Germania, având de ales între 127 de echipe naționale. Cu echipele deja calificate se poate juca direct Campionatul Mondial, iar pentru cele care nu s-au callificat în realitate pot fi jucate preliminariile. Față de predecesorul său, FIFA World Cup 2002, meniul a fost refăcut și include mai multe opțiuni și o hartă pe care se poate alege țara naționalei cu care poate fi jucat amicalul. Poate fi jucat și online pe PC, PlayStation 2, Xbox, și Xbox 360. Modul online include provocări unde pot fi jucate patru scenarii istorice ale Campionatului Mondial. 
Jucând în modurile single-player și online se primesc puncte care pot fi folosite într-un magazin virtual unde pot fi cumpărate uniforme, jucători care au făcut istorie, mingi, crampoane și opțiuni de joc. Ca și în jocul anterior, meciurile în competiție sunt programate în ordinea stabilită de FIFA.

## Recepție
IGN și GameSpot au evaluat mai multe versiuni ale jocului pe platforme diferite înainte de a fi lansat în America de Nord.  
| Platformă     | Evaluare IGN | Evaluare GameSpot |
| ------------- | ------------ | ----------------- |
| GameCube      | 8.0          | 8.0               |
| PC            | 8.4          | 8.1               |
| PSP           | 7.8          | 8.4               |
| PlayStation 2 | 8.4          | 7.7               |
| Xbox          | 8.4          | 7.8               |
| Xbox 360      | 8.4          | 8.2               |
| Nintendo DS   | 7.5          | 7.0               |

Game Rankings a evaluat versiunea de Xbox 360 cu cel mai mare procentaj, 79%.

## Echipe jucabile
Deși sunt probleme între EA, KNVB și Asociația Japoneză de Fotbal privind licențele, naționalele Japoniei și Olandei sunt complet licențiate având echipamentele și numele reale. 
- Numerele din paranteze reprezintă locul în clasamentul FIFA din 2006.

Africa
- Algeria (30)
- Angola (88)
- Benin (60)
- Botswana (116)
- Burkina Faso (48)
- Camerun (19)
- Capul Verde (114)
- Ciad2 (143)
- Coasta de Fildeș (27)
- Congo (96)
- RD Congo 4 (103)
- Egipt (12)
- Gabon (42)
- Ghana (32)
- Guinea (87)
- Kenya (113)
- Liberia (150)
- Libia (102)
- Malawi (86)
- Mali (54)
- Maroc (70)
- Niger 2 (162)
- Nigeria (21)
- Rwanda (107)
- Senegal (75)
- Africa de Sud (83)
- Sudan (118)
- Togo (76)
- Tunisia (55)
- Uganda (73)
- Zambia (71)
- Zimbabwe (110)

Asia
- Bahrain (69)
- China 2 (84)
- Hong Kong 2 (140)
- India 2 (133)
- Iran (61)
- Irak 24 (80)
- Japonia (45)
- Coreea de Nord (105)
- Coreea de Sud (47)
- Kuweit (97)
- Pakistan 2 (165)
- Arabia Saudită (66)
- Uzbekistan (94)
- Vietnam 2 (117)

Europa
- Albania (79)
- Andorra (201)
- Armenia (100)
- Austria (68)
- Azerbaidjan (109)
- Belarus (82)
- Belgia (59)
- Bosnia și Herțegovina (51)
- Bulgaria (39)
- Croația (10)
- Cipru (67)
- Cehia (33)
- Danemarca (36)
- Anglia (8)
- Estonia (99)
- Insulele Feroe (125)
- Finlanda (52)
- Franța (9)
- Georgia (120)
- Germania2 (6)
- Grecia (13)
- Ungaria (57)
- Islanda (90)
- Israel (26)
- Italia (5)
- Kazahstan (129)
- Letonia (46)
- Liechtenstein (149)
- Lituania (49)
- Luxemburg (127)
- Macedonia de Nord (61)
- Malta (157)
- Republica Moldova (89)
- Țările de Jos (4)
- Irlanda de Nord (56)
- Norvegia (22)
- Polonia (58)
- Portugalia (3)
- Irlanda (41)
- România (28)
- Rusia (11)
- San Marino (202)
- Scoția (43)
- Serbia și Muntenegru3 (15)
- Slovacia (34)
- Slovenia (25)
- Spania (2)
- Suedia (37)
- Elveția (24)
- Turcia (29)
- Ucraina (23)
- Țara Galilor (77)

America Centrală, de Nord și Caraibe
- Canada (63)
- Costa Rica (40)
- El Salvador (72)
- Guatemala (114)
- Honduras (38)
- Jamaica (81)
- Mexic (17)
- Nicaragua 2 (155)
- Panama (74)
- Sfântul Cristofor și Nevis (151)
- Sfântul Vincențiu și Grenadinele (163)
- Trinidad și Tobago (95)
- Statele Unite ale Americii (14)

America de Sud
- Argentina (7)
- Bolivia (65)
- Brazilia (1)
- Chile (18)
- Columbia (35)
- Ecuador (44)
- Paraguay (31)
- Peru (53)
- Uruguay (16)
- Venezuela (49)

Oceania
- Australia 1 (26)
- Fiji (132)
- Noua Zeelandă (78)
- Insulele Solomon (170)
- Tahiti (191)
- Vanuatu (153)

1 - Nu este pusă în calificările asiatice

2 - Trebuie plasată manual în calificări

3 - Acum împărțită în  Serbia și  Muntenegru
4 - Steagurile vechi în joc

## Coloană sonoră
FIFA 07 are o mare varietate de melodii din jurul lumii. Este alcătuită din 35 de melodii:
| - Lady Sovereign - "9 to 5" - Depeche Mode - "A Pain That I Am Used To (Jacques Lu Cont Remix)" - Howard Jones - "And Do You Feel Scared? (The Eric Prydz Mix)" - Mattafix - "Big City Life" - Stefy Rae - "Chelsea" - Ivy Queen - "Cuéntale" - Men, Women & Children - "Dance In My Blood" - Resin Dogs Feat. Mystro & Hau - "Definition" - Swami - "DesiRock" - Ladytron - "Destroy Everything You Touch" - Calanit - "Do-Dee-Dee-Deem-Dum (Sculptured)" - Mando Diao - "Down In the Past (Moonbootica Remix)" - Maximus Dan - "Fighter" - Sneaky Sound System - "Hip Hip Hooray (Dub Mix)" - Du Souto - "Ie Mae Jah" - F4 - "La Prima Volta" - Frank Popp Ensemble - "Love Is On Our Side" | - Sérgio Mendes feat. Black Eyed Peas - "Mas Que Nada" - DT8 Project feat. Mory Kanté - "Narama" - Fischerspooner - "Never Win" - Nortec Collective - "Tijuana Makes Me Happy" - Tip Top - "Tip Top" - Voicst - "Whatever You Want from Life" - Mashron - "Sobremesa" - Furius Kay & Lou Valentino - "People Shining" - Gabin feat. China Moses - "The Other Way Round" - Polinesia - "Aloha" - Damien J. Carter - "What World?" - Die Raketen - "Tokyo, Tokyo" - KES The Band - "The Calling" - Zola featuring Maduvha - "X Girlfriend" - Urban Puppets - "Sweat" - The Go! Team - "The Power Is On" - Vanness Wu - "Poker Face"* - Ojos de Brujo - "Tiempo de Drumba" |

- *Deși în joc are denumirea "Poker Face", numele real al melodiei este "Friday Night".[5]